# Vilar Torpim
Vilar Torpim is een plaats (freguesia) in de Portugese gemeente Figueira de Castelo Rodrigo en telt 297 inwoners (2001).